# La Rochegiron
La Rochegiron település Franciaországban, Alpes-de-Haute-Provence megyében. Lakosainak száma 108 fő (2022. január 1.). La Rochegiron Banon, Châteauneuf-Miravail, L’Hospitalet, Redortiers, Saumane és Montfroc községekkel határos.

## Népesség
A település népességének változása:
| Lakosok száma | 68   | 92   | 94   | 104  | 93   | 93   | 100  | 104  | 105  | 108  |
|               | 1968 | 1982 | 1990 | 2006 | 2013 | 2015 | 2017 | 2019 | 2020 | 2022 |